# Месть ниндзя
«Месть ни́ндзя» — боевик 1983 года. Этот фильм считается второй частью трилогии о ниндзя, начатой фильмом «Входит ниндзя» (1981) и завершённой «Ниндзя 3: Дух ниндзя» (1984), однако истории никак не связаны и не соотносятся друг с другом. В СССР в середине 1980-х фильм выпускался на VHS кассетах в одноголосых переводах Леонида Володарского, Андрея Гаврилова и Алексея Михалёва.

## Сюжет
Фильм начинается с нападения группы ниндзя на дом Тё Осаки (Сё Косуги) в Японии. В результате атаки погибает вся его семья, кроме матери и сына Кейна (эту роль исполнил сын Сё Косуги, Кейн Косуги). Ниндзя также пытаются убить самого Тё, когда он возвращается домой, но безуспешно, им не удаётся превзойти мастерство потомственного ниндзя — в жестокой схватке Тё убивает всех атакующих.
После трагедии, произошедшей с его семьёй, Тё решает навсегда оставить искусство ниндзя; вместе с матерью и сыном он переезжает в Америку, приняв предложение своего друга Брэйдена (Артур Робертс) открыть в Лос-Анджелесе галерею японского искусства. Тё не догадывается, что Брэйден собирается использовать галерею как прикрытие для перевозки наркотиков в США внутри предметов японского искусства. Об этом знает Кэти (Эшли Ферраре) — любовница Брэйдена, приставленная им присматривать за галереей и героином. Кэти становится неравнодушной к Тё и пытается соблазнить его, но Тё её отвергает. 
В открывшейся галерее Кейн случайно разбивает одну из японских кукол. Из куклы высыпается героин, но Кейн не понимает, что это. Кэти, увидевшая произошедшее, убеждает его ничего не рассказывать отцу, якобы чтобы избежать его гнева, а сама сообщает о происшествии Брэйдену.
В это время у Брэйдена возникают затруднения: босс мафии Кифано (Марио Галло), которому Брэйден рассчитывал сбыть партию героина, отказывается заплатить сразу, как договаривались, в то время как Брэйдену необходимо срочно расплатиться с японским поставщиком. Между Кифано и Брэйденом вспыхивает ссора. Выясняется, что Брэйден, много лет проживший в Японии, владеет искусством ниндзя. Он делает Кифано предупреждение, но тот не воспринимает его всерьёз. Выйдя от Кифано, Брэйден решает подкрепить свои угрозы делом: используя навыки и снаряжение ниндзя, он убивает одного из информаторов Кифано, затем его брата, а затем и племянника с его любовницей. Полиция во главе с лейтенантом Даймом и его помощником Дэйвом Хэтчером безуспешно пытается расследовать цепочку загадочных убийств и обращается за помощью к Тё, но тот отказывается помогать. Кифано звонит Брэйдену и пытается договориться об оплате за "товар" при получении, но Брэйден настаивает на оплате вперёд, назначая встречу в галерее. Кифано отдаёт приказ своим подручным бандитам убить Брэйдена и похитить из галереи всех кукол. Кэти подслушивает разговор по параллельному телефону, и хочет предупредить Тё, но не может этого сделать, т.к. за ней следит слуга Брэйдена. Брэйден отправляется в галерею, но люди Кифано опережают его, похищают кукол и загружают их в фургон.
В этот момент в галерею возвращается Тё. Он вступает в схватку с бандитами, но им удаётся запрыгнуть в автомобиль и уехать. Тё бегом бросается в погоню, дворами срезает путь, и на соседней улице ему удаётся запрыгнуть на крышу движущегося фургона. В фургоне снова начинается драка, Тё получает ранение, но останавливает фургон. Бандиты открывают огонь из пистолета, снова трогаются, Тё цепляется за фургон, который тащит его асфальту, но затем срывается, и бандиты скрываются вместе с похищенными куклами.
В это время в дом Тё, примыкающий к галерее, проникает Брэйден. Заподозрив неладное, он оделся в костюм ниндзя и решил войти в галерею не через главный вход, а через дом Тё. Он видит, что из галереи украли все куклы, и собирается уйти, но мать Тё замечает его и пытается задержать. Брэйден убивает её, после чего допускает неосторожность, сняв маску. Неожиданно появившийся Кейн видит сцену убийства и Брэйдена, становясь невольным свидетелем преступления, после чего мальчику едва удаётся скрыться, т.к. Брэйден теперь хочет убрать единственного свидетеля своего преступления.
Вернувшийся домой израненный Тё обнаруживает тело убитой матери, узнаёт об исчезновении сына и приходит в отчаяние, тем не менее, продолжая отказываться от сотрудничества с полицией.
Брэйден, возвратившись к себе, застаёт своего слугу за попыткой изнасиловать Кэти и убивает его удавкой. Затем он приказывает Кэти привести к нему Кейна; поскольку она не хочет выполнять его приказ, гипнотизирует её. Его расчёт оказывается верен — Кейн приходит домой в отсутствие отца и встречается там с Кэти, после чего она под воздействием гипноза похищает мальчика.
Поняв, что за похищением кукол стоит Кифано, Брэйден решает наказать его, нанеся визит прямо в его апартаменты в высотном здании, которое Кифано превратил в настоящую крепость.
Тем временем Кэти приходит в себя после гипноза, и осознаёт, что стала орудием в руках Брэйдена, похитив Кейна. Она снова подслушивает разговор Брэйдена с Кифано и узнаёт его планы, после чего успевает сообщить Тё правду о Брэйдене. Брэйден застаёт её в конце телефонного звонка и в наказание оставляет связанной в ванне-джакузи, постепенно наполняемой горячей водой, обрекая на утопление. Кейна Брэйден тоже связывает и оставляет в соседней комнате-сауне, а сам направляется к Кифано. Кейну удаётся освободиться, завладеть нунчаками слуги Брейдена обезвредив его. После этого Кейн спасает Кэти, которая звонит лейтенанту Дайму. 
Узнав, что Брэйден собирается штурмовать резиденцию Кифано, Тё решает перехватить его там и отомстить. Он нарушает данную себе клятву и достаёт меч и другое снаряжение ниндзя, которое поклялся больше никогда не использовать. Тё также решает помочь его друг-полицейский, Хэтчер. Тё отказывает, предупреждая его об опасности, но Хэтчер решает сам направиться к резиденции Кифано.
Брэйден тем временем проникает в здание Кифано и пробирается к нему, убив множество его охранников и ранив его самого. Хэтчер, проиграв в неравной схватке, погибает от рук Брэйдена, который, наконец, встречается лицом к лицу с Тё на крыше здания. Происходит решающая битва героя и анти-героя фильма. В начале продолжительной схватки Брэйден имеет преимущество. Используя оружие и приёмы ниндзя, он наносит Тё несколько ранений, но Тё, превозмогая боль, всё же берёт верх и поражает Брэйдена прямо в сердце. Последним ударом Тё разрубает на Брэйдене маску ниндзя, обнажая лицо умирающего друга-предателя. К зданию Кифано прибывает полиция. После победы в битве Тё воссоединяется с Кейном и Кэти.

## Интересные детали
- По сценарию действие фильма происходит в Лос-Анджелесе, штат Калифорнии; по первоначальному плану там же должны были проходить съёмки, но это было чревато огромными накладными расходами и необходимостью оформления множества согласований с властями, из-за чего съёмки были перенесены в Солт-Лейк-Сити, штат Юта. На автомобилях в фильме можно заметить номера Юты, а финальная часть сюжета снималась на крыше здания, являющегося достопримечательностью Солт-Лейк-Сити — одной из башен-близнецов American Towers Condos; на момент съёмок башни ещё не были сданы в эксплуатацию, что дало режиссёру необходимые возможности при съемках.
- Первоначально фильм имел продолжительность 120 минут, затем, по настоянию продюсерской группы и отчасти цензоров, желавших сократить кровавые и откровенные сцены, он был сокращён до 90 минут. Была полностью вырезана сцена гибели Кифано, практически полностью убрана роль секретарши Брэйдена — китаянки, в итоге она присутствует лишь в начале фильма в сцене с галереей, где ранит палец о меч статуэтки-ниндзя. Сокращению также подверглись сцены с привлечением Национальной Гвардии для поимки Брэйдена и дополнительные сцены с гибелью охранников Кифано (был убран момент, где одному из них отрубали голову). Из-за всех этих сокращений сюжет стал гораздо менее ровным и логичным.
- Изначально на роль Кэти была утверждена Джун Чадвик (June Chadwick), но после известия о том, что съёмки переносятся из Лос-Анджелеса в Солт-Лейк-Сити она отказалась от этой роли в пользу участия в другом проекте, «Это — Spinal Tap!»[1], а роль Кэти исполнила Эшли Ферраре (Ashley Ferrare), фотомодель и актриса из Солт-Лейк-Сити.